# 조지 벡시
조지 벡시(영어: George Vecsey, 1939년 7월 4일 - )는 뉴욕 타임스의 스포츠 칼럼니스트이자 비소설 저자이다. 그는 뉴욕 포스트의 스포츠 칼럼니스트 피터 벡시의 형이다. 벡시는 스포츠에서의 그의 일로 제일 잘 알려져 있으나, 스포츠가 아닌 인물에 관해 공동 집필한 몇몇 자서전이 있다.
그는 테니스, 축구, 농구, 복싱을 포함한 넓은 스포츠 분야에 관해 책을 써왔으나 벡시는 그가 가장 좋아하는 스포츠는 야구라고 하며, 그는 다른 스포츠에 비해서 야구에 관해 더 많은 책을 저술했다.